# Долење (Ајдовшчина)
Долење (словен. Dolenje, итал. Dolegna di Vipacco) је насеље у општини Ајдовшчина, покрајини Приморска која припада Горишкој регији Републике Словеније. 
Насеље површине 1,14 km², налази на левој страни реке Випаве на надморској висини од 97 метара, 24,8 километара од италијанске границе, а 2,9 км од Ајдовшчине. У насељу према попису из 2002. живи 131 становник. Чине га два засеока Бачарји и Новак.
За време Хабсбуршке владавине Долење је било у саставу општине Планина.